# Carilda Oliver Labra
Carilda Oliver Labra (Matanzas, Cuba, el 6 de julio de 1924-Ibidem, 29 de agosto de 2018) fue una poeta cubana. A lo largo de su vida, Carilda se convirtió en una figura icónica en la literatura cubana y una de las voces más influyentes en la poesía lírica contemporánea. Miguel Barnet, amigo e investigador de la obra de Carilda Oliver, señala que ella "ha experimentado todos los registros y formas, es una de las pocas que todavía hace sonetos, silvas, redondillas, cuartetas, décimas y además un verso libre extraordinario". Afirma el escritor, además, que "es una transgresora, una mujer que hizo de su vida lo que le dio la gana. Le dio una patada a la clase media-alta a la que pertenecía, se casó con quien quiso, tuvo los amores que quiso y escribió los poemas eróticos más osados". La misma Carilda dijo en una de sus entrevistas en los años noventa que ella llevó su vida con franqueza y espontaneidad; que, aunque intentó ser autocrítica, nunca intentó ser otra mujer. Carilda se mostró fiel a sus ideales, a su identidad y a su poesía, sin importarle que la conservadora sociedad cubana de la época se escandalizase. Cuando ganó el Premio Nacional de Poesía en 1950, por su poemario Al sur de mi garganta, la poetisa se defendió contra quienes trataban de criticarla y encasillar poesía, afirmando ella que “no es puramente erótica”, y reconociendo que sí presenta “cierto desenfado formal”.

## Biografía
Estudió Derecho en la Universidad de La Habana y en la Escuela de Artes Plásticas de Matanzas, siendo directora de Cultura de este mismo municipio. Ocupó el cargo de secretaria de la Coordinación Provincial de Actividades Culturales del Ministerio de Educación, participó en la Campaña Nacional de la Alfabetización, fue profesora de Artes Plásticas en escuelas secundarias y ejerció de abogada en el Bufete Colectivo de Matanzas. La vida de Oliver estuvo marcada por su libertad de elección, el desenfreno y la irreverencia ante los perjuicios que escandalizaron a la parte conservadora de la sociedad cubana. Ella tuvo tres amores, con el primero se casó y se divorció y con el segundo, Féliz Pons Cuesta, se casó y tuvo un feliz y largo matrimonio. Ella le dedicó el poema Se me ha perdido un hombre, cuando este enfermó de gravedad y murió. Finalmente, se volvió a casar a sus 69 años con otro hombre, Raidel Hernández, el cual sólo tenía 21 años.
En 1943 publicó su primera obra Preludio Lírico en Matanzas pagado por su padre Pedro Oliver, el cual fue su primer poemario formado con textos que escribió entre 1939 y 1942,  sin embargo no mostraba por completo su personalidad como el resto de sus obras.
Seis años más tarde, después de conseguir el Segundo Lugar en el Concurso Internacional de Poesía, que fue establecido por la National Broadcasting Co. de Nueva York (EE.UU), con su publicación en 1949 Al sur de mi garganta. Además, en ese mismo año, ella ganó la Flor Natural en el concurso nacional, conocido como los Juegos Florales de Cárdenas, organizado por el Ministerio de Educación homenajeando al centenario de la bandera cubana.
En 1950, en el momento que obtiene el triunfo de la Revolución en Cuba, Oliver es reconocida como una de las poetas más prodigiosas de dicha cultura. Años anteriores fueron decisivos para su carrera y destacamento, ya que apareció en diferentes actos, como en la entrevista con Gabriela Mistral, fue incluida en Las mejores poesías de amor cubanas, por parte de la Editorial Laurel, de Barcelona, España. Por otro lado, coordinó el Premio Festival de la Décima en el teatro Sauto y entre otras cosas, fue directora de Cultura del municipio de Matanzas y fue en este período cuando compuso el Canto a Fidel. Durante los años siguientes, continuó con su profesión de maestra en centros educativos en pueblo natal y de escritora participando en campañas y publicando muchos más poemas.
En 1951 en la celebración del tricentenario de Sor Juana Inés de la Cruz se le concedió el Premio Nacional del Certamen Hispanoamericano aclamado por el Ateneo Americano de la ciudad de Washington, así como el accésit al Premio Nacional Hernández Catá, con su cuento La modelo. En esta etapa Oliver alcanzó sus estudios en la escuela de Artes Plásticas, que la posicionaron como profesora de Pintura, Dibujo y Escultura.
Pero fue en 1952 cuando su relación con las artes no se produjeron sus reconocimientos y frutos junto a su labor literaria, también hizo acto de presencia en la antología Cincuenta años de poesía cubana, organizado por Cintio Vitier. En este mismo año, contrajo matrimonio con Hugo Ania Mercier, abogado y poeta, que tres años más tarde se divorciaría. Aunque, cabe mencionar, que antes de este suceso él primeramente le pidió matrimonio y ella lo rechazó, por lo que él intentó suicidarse tragando veneno, y después, se pegó un tiro, echándose a un río. No obstante, el hombre sobrevivió y fue internado en un manicomio. Después de esto,  es cuando se casaron.

## Contexto histórico
Entre la década de 1940-1950, la poesía cubana comenzó a experimentar un renacimiento conocido como la "Época de Oro de la Poesía Cubana". Durante este periodo, hubo una explosión de creatividad poética en Cuba, con autores como Nicolás Guillén, José Lezama Lima y, por supuesto, Carilda Oliver Labra. Toda esta transformación ocurría al mismo tiempo que la Revolución cubana liderada por Fidel Castro en 1959  y que afectó activamente en la vida cultural y política del país. Tras la caída de la dictadura de Fulgencio Batista, se inició un período de reformas revolucionarias y nacionalizaciones en Cuba, que afectó a la banca, las industrias azucareras y que ocasionó a la larga un éxodo masivo de la clase media cubana. A su vez, también hubo una ruptura de relaciones entre Estados Unidos y Cuba en 1961, que provocaría un embargo económico entre las dos naciones y Cuba pasaría a depender económicamente de la Unión Soviética hasta su posterior caída. Esta revolución llevaría más tarde al país a un periodo de hambruna y miseria denominado el Periodo especial tras la disolución de la Unión Soviética en 1991.
En los años iniciales de la Revolución cubana parecía insuficiente para la lírica el tono intimista predominante en las décadas precedentes, e incluso la anterior poesía social (de protesta, denuncia y combate) se convertía en impropia para las nuevas circunstancias sociales. Son los años críticos en los que en Lunes de Revolución se debatía sobre el compromiso social del creador y la estética del realismo socialista soviético. El empleo del tono conversacional fue vinculado a cierta dosis épica, con intereses testimoniales. Así, en esa clase de poesía, se narraban circunstancias de la vida cotidiana, bajo la exaltación de una sociedad en revolución social en la que desaparece o tiene muy poco lugar el papel del individuo. Siguiendo el rumbo de los grandes discursos históricos, comenzó a desarrollarse una poesía politizada, en ocasiones sin énfasis tropológico, en la que se rehuía el empleo de formas tradicionales de la métrica. Esta corriente perduró al menos por dos décadas, aunque, se practicó hasta el final del siglo XX entre los poetas que no variaron su actitud discursiva.

## Obra

### Estilo literario
Su obra poética se caracterizó por su sensualidad y su habilidad para explorar temas amorosos y eróticos con elegancia y profundidad, aunque también se centraba en hablar de su ciudad natal, Matanzas, o temas políticos. El estilo de su poesía bebe de diversas fuentes, de las cuales resaltamos las tres más relevantes: la corriente neorromántica de la lengua española, el surrealismo y el coloquialismo cubano. Sus poemas se caracterizan por una abundante presencia de las emociones personales, enfatizadas y resaltadas por un claro sentido de la estética y una conciencia poética bien definida. Es de interés resaltar la gran coordinación existente entre su estilo predominante (la poesía erótica) con sus sonetos, ya que estos mismos están asociados con el deseo y, durante siglos, los poetas han usado el marco del soneto para explorar la complicada experiencia humana del amor romántico.

## Premios y reconocimientos
Carilda Oliver Labra recibió varios galardones y reconocimientos a lo largo de su vida, entre los que destacamos:
- En 1947 obtuvo el segundo lugar en el Concurso Internacional de Poesía

- El Premio Nacional de Poesía del Ministerio de Educación por su libro Al sur de mi garganta en 1950
- Ganó la Flor Natural en el concurso nacional, conocido como los Juegos Florales de Cárdenas, organizado por el Ministerio de Educación homenajeando al centenario de la bandera cubana.
- El Premio Nacional del Certamen Hispanoamericano, convocado por el Ateneo Americano de Washington, para celebrar el tricentenario de Sor Juana Inés de la Cruz, y el Accésit al Premio Nacional Hernández Catá en 1951, con su cuento La modelo.
- Fue invitada por el dictador Fidel Castro a la recepción que brinda al Premio Nobel colombiano Gabriel García Márquez, en el Palacio de la Revolución, por el 70 cumpleaños del escritor.
- 1990 Se presentó en Matanzas la segunda edición de Al sur de mi garganta.
- Fue reseñada en el libro Autógrafos cubanos, de Miguel Barnet.
- El Premio Nacional de Literatura de Cuba en 1997.
- La Orden Félix Varela de Primer Grado, una de las más altas distinciones de Cuba, la cual le fue otorgada en 2008.
- El Premio Nacional de Edición en 2008.
- La Medalla Alejo Carpentier en 2011, que reconoce su destacada contribución a la cultura cubana.
- La Distinción por la Cultura Nacional en Cuba.

Estos son solo algunos de los numerosos premios y reconocimientos que Carilda Oliver Labra recibió a lo largo de su prolífica carrera como poeta. Su obra poética ha dejado una huella significativa en la literatura cubana y en la poesía en español en general.